# 서울 보타사 마애보살좌상
서울 보타사 마애보살좌상(서울 普陀寺 磨崖菩薩坐像)은 대한민국 서울특별시 성북구 개운사의 암자(칠성암)인 보타사 대웅전 뒤쪽 암벽에 조각된 상이다. 1993년 4월 3일 서울특별시의 유형문화재 제89호 보타사 마애불(普陀寺 磨崖佛)로 지정되었다가, 2009년 6월 4일 보타사 마애좌상(普陀寺 磨崖坐像)으로 문화재 지정명칭이 변경되었다. 2014년 7월 2일 대한민국의 보물 제1828호 서울 보타사 마애보살좌상(서울 普陀寺 磨崖菩薩坐像)로 승격되었다.

## 개요
서울특별시 성북구 안암동 개운사의 암자인 보타사 대웅전 뒤쪽 화강암 암벽에 조각된 고려시대의 마애불상이다. 이 불상은 1992년 서울문화사학회가 정기 답사 때 발굴한 것으로 높이 5m, 폭 4.3m의 거대한 보살상이다.
거대한 보살상 머리에는 좌우 옆으로 뿔이 있는 관을 쓰고 있으며, 뿔 끝에는 복잡한 타원형의 장식이 늘어져 있다. 얼굴 생김새가 토실토실하며 어깨가 넓고 웅대한 형상을 하고 있다. 눈,귀, 입, 코의 모습이 여성적으로 묘사되어 당시로서는 매우 아름다운 얼굴을 묘사했다. 비교적 자연스럽고 미감이 풍부한 표정이며 옷은 양 어깨를 감싼 형태로 표현되어 있다. 보살상은 윗몸을 옆으로 휘게 처리하여 모가나고, 평평한 윗몸을 보다 유연하게 보이도록 했다. 최근에 온 몸을 흰색으로 칠하여 백불(白佛)의 인상을 풍기는데, 입술은 붉은색, 눈과 눈썹, 윤곽은 검은색으로 칠해져 있다. 입은 옷의 평행성 주름들도 불상을 보다 아름답게 만들고 있고, 손도 부드럽게 처리했다. 여말선초 서울지역 불상 양식을 잘 보여주는 대표적인 보살상이다.
마애불 어깨쪽의 좌우에 홈이 패여 있는 것으로 보아 불상을 보호하던 전각이 있었을 것으로 추정된다. 마애불 오른쪽 아래에는 제작 당시에 새겨진 명문(銘文)이 남아있다.

## 보물 지정 사유
‘서울 보타사 마애보살좌상(서울 普陀寺磨崖菩薩坐像)’은 개운사의 암자(칠성암)인 보타사 대웅전 뒤쪽 암벽에 조각된 상이다. 전체적으로 넓은 어깨에 양감이 강조되어 신체가 당당한 모습이다. 머리는 보관을 쓰고, 천의를 걸친 채 왼손은 결가부좌한 다리 아래쪽으로 내리고 오른손은 어깨 높이까지 들어 올렸다.
얼굴은 이목구비가 뚜렷한 편으로 좌우로 길게 뻗은 눈, 초승달 모양의 눈썹, 높게 솟은 콧등이 특징적이다. 보관은 높은 편인데 좌우로 관대가 돌출되고 보관 장식이 아래쪽으로 길게 늘어진 모습이다. 이러한 표현은 보물 제1820호 서울 옥천암 마애보살좌상에서도 확인된다.
이 상과 관련한 기록은 현재 전하는 것이 없지만 마애보살좌상 왼편에 새긴 신중패(神衆牌)가 조성시기 추정에 참고가 된다. 이 상은 서울 옥천암 마애보살좌상과 함께 여말선초에 유행한 보살상의 한 형식을 보여주는 뛰어난 예이다.

## 사진

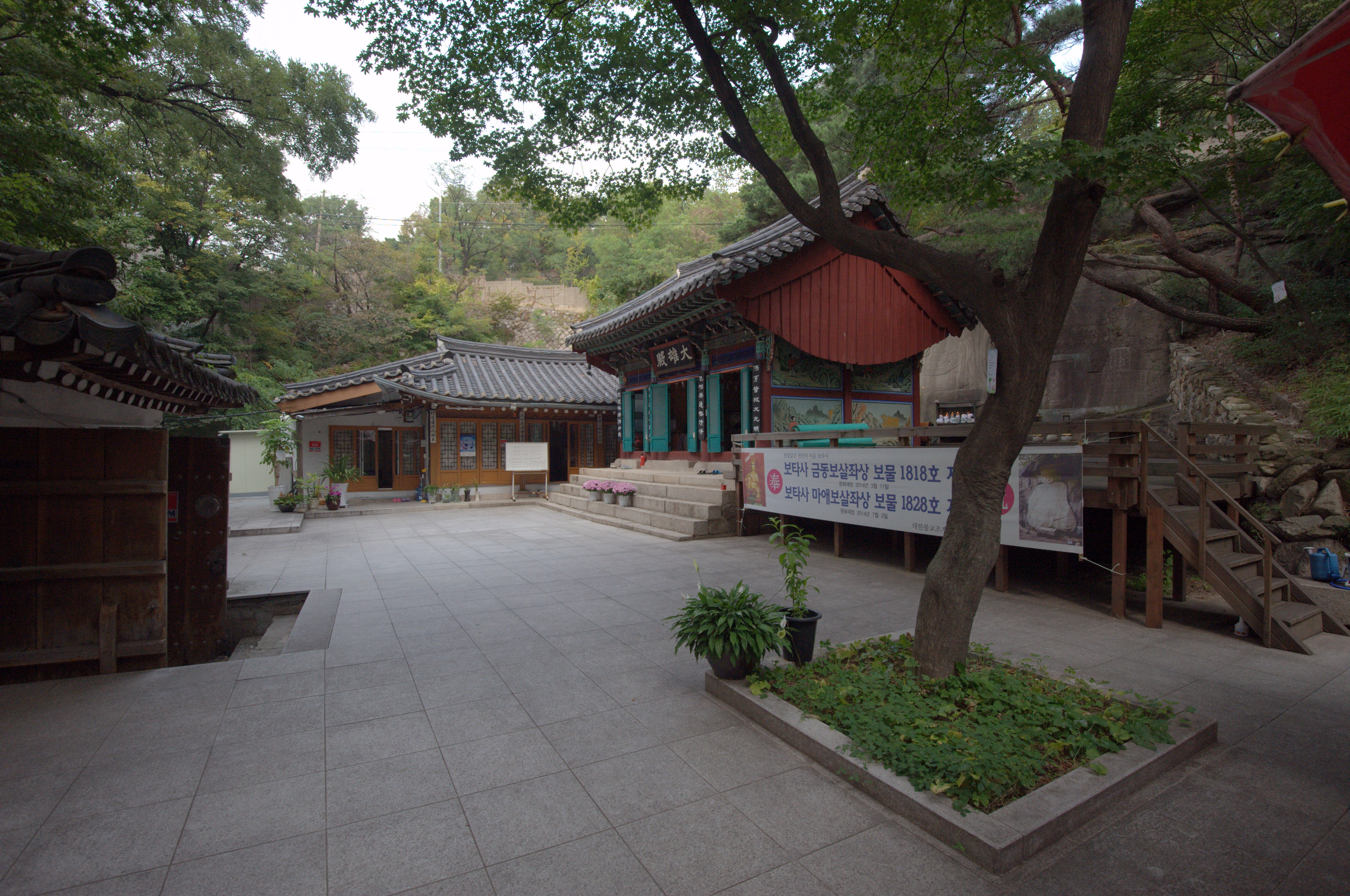
보타사 전경
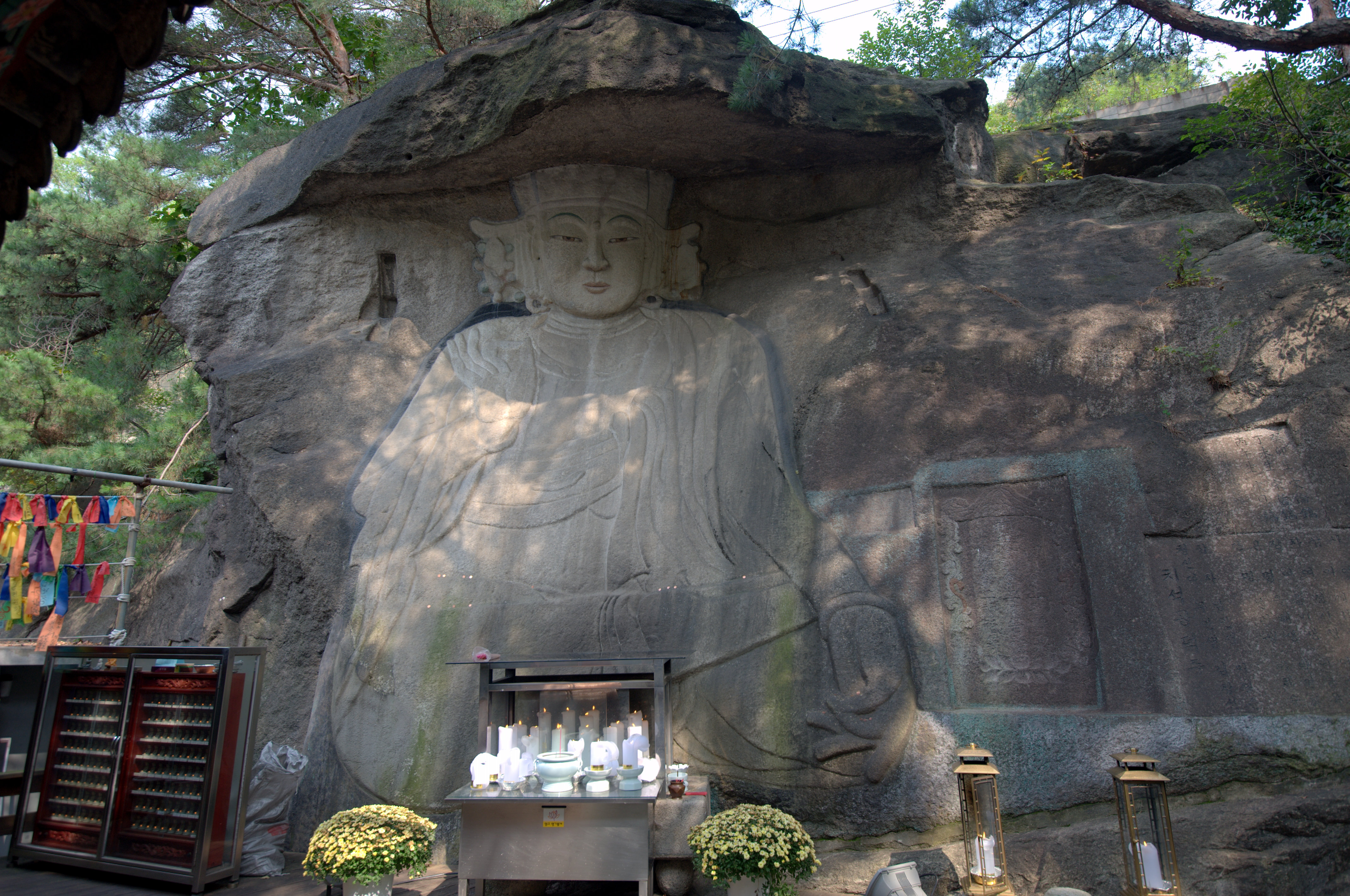
마애불과 명문
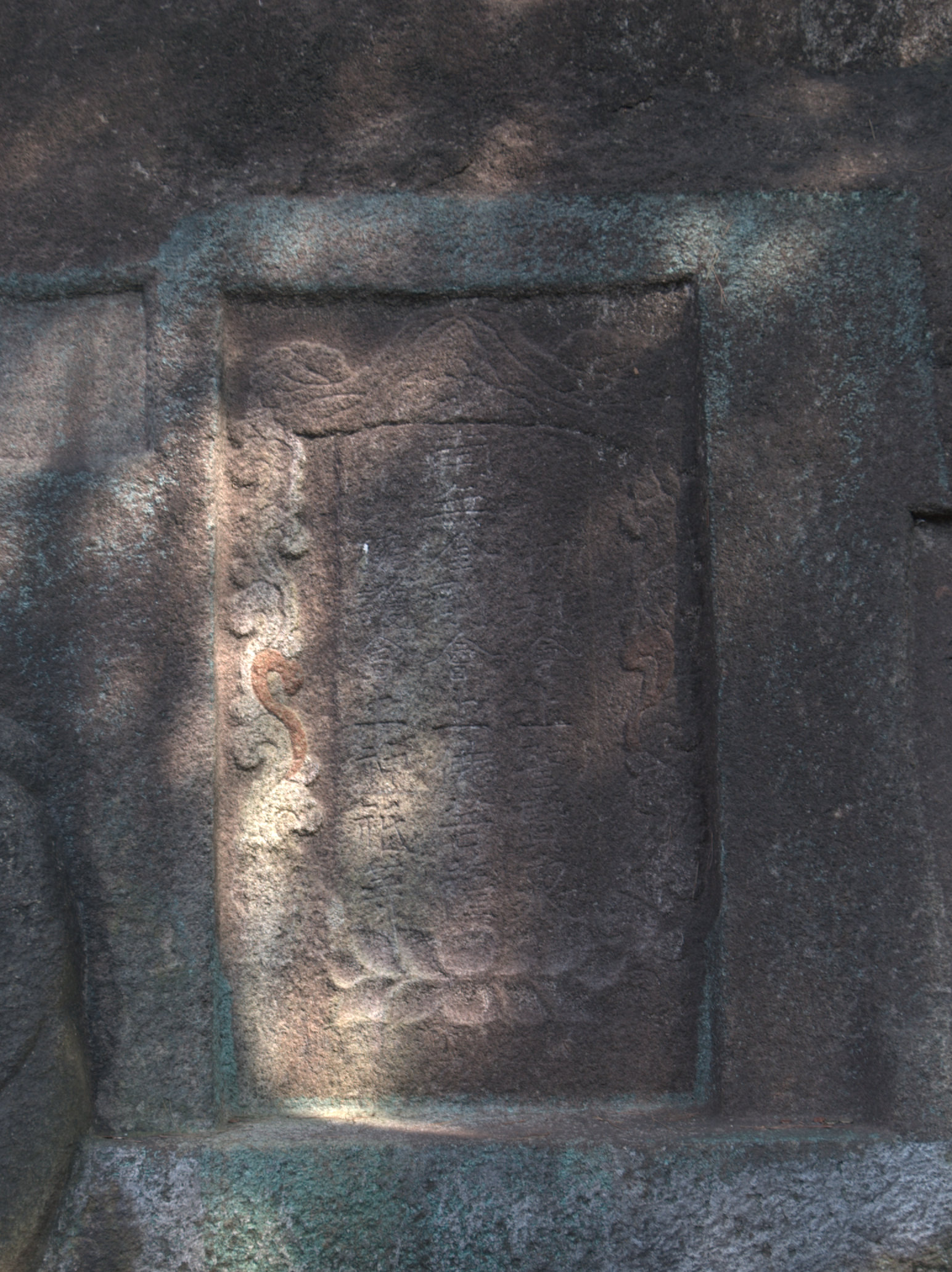
마애불 오른쪽 아래에 새겨진 명문

## 같이 보기
- 보타사
- 서울 보타사 금동보살좌상(보물 제1818호)
- 서울 옥천암 마애보살좌상(보물 제1820호)
- 개운사

## 참고 자료
- 서울 보타사 마애보살좌상 - 국가유산청 국가유산포털